# Red (Taylor's Version)
Red (Taylor's Version) es el segundo álbum regrabado de la cantante y compositora estadounidense Taylor Swift, lanzado el 12 de noviembre de 2021 a través de Republic Records. Es una regrabación del cuarto álbum de estudio de Swift, Red (2012), y sucede a su primer álbum regrabado, Fearless (Taylor's Version), que fue lanzado en abril de 2021. La regrabación es la contramedida de Swift contra el cambio de propiedad de los másteres de sus primeros seis álbumes de estudio.
La lista de canciones se dio a conocer el 6 de agosto de 2021, confirmando las colaboraciones con Phoebe Bridgers, Chris Stapleton y Ed Sheeran en las pistas «From the Vault» del álbum, que son canciones que fueron escritas para Red pero que no llegaron al corte final. Incluye «Better Man» (2016) y «Babe» (2018), dos canciones que escribió Swift pero que fueron grabadas por las bandas de música country estadounidenses Little Big Town y Sugarland, respectivamente, y su sencillo benéfico de 2012 «Ronan».
Swift y Christopher Rowe produjeron la mayor parte de Red (Taylor's Version), y el resto estuvo a cargo de Aaron Dessner, Jack Antonoff, Paul Mirkovich, Espionage, Tim Blacksmith, Danny D y Elvira Anderfjärd. Shellback, Dan Wilson, Jeff Bhasker, Jacknife Lee y Butch Walker también volvieron a producir las versiones regrabadas de las pistas en las que habían trabajado anteriormente en 2012. Los cantantes Phoebe Bridgers y Chris Stapleton contribuyeron con las voces invitadas en el álbum junto con las interpretaciones originales de Gary Lightbody de Snow Patrol y Ed Sheeran.
Tras su lanzamiento, Red (Taylor's Version) fue recibido con elogios generalizados de los críticos musicales, quienes admiraron la interpretación vocal de Swift, los detalles de producción «mejorados» y las nuevas pistas. Las reseñas describieron el álbum expandido como un disco de country y pop clásico que combina las raíces country de Swift con estilo electrónico, synth-pop y rock, que narra diversas dinámicas del amor, la vida y la angustia. Red (Taylor's Version) rompió una cadena de récords de streaming, incluidas la mayor cantidad de streams en un día para un álbum de una artista femenina en Spotify. Swift promocionó el álbum con apariciones en televisión en NBC e inspirada en la premisa de «All Too Well», escribió y dirigió All Too Well: The Short Film, que también se lanzó a YouTube el 12 de noviembre.

## Antecedentes
Musical y líricamente, Red se parecía a una persona con el corazón roto. Estaba por todo el lugar, un mosaico fracturado de sentimientos que de alguna manera todos encajaban al final. Feliz, libre, confundida, solitaria, devastada, eufórica, salvaje y torturada por los recuerdos del pasado. Como probando piezas de una nueva vida, entré al estudio y experimenté con diferentes sonidos y colaboradores. Y no estoy segura si estaba volcando mis pensamientos en este álbum, escuchando a miles de tus voces cantarme la letra en solidaridad apasionada, o si era simplemente el momento, pero algo se curó en el camino.
Swift recordando a Red y presentando su regrabación, Instagram

El cuarto álbum de estudio de la cantante y compositora estadounidense Taylor Swift, Red, fue lanzado el 22 de octubre de 2012 por Big Machine Records. Fue testigo de cómo Swift se expandía más allá de sus raíces country y exploraba el pop convencional, incorporando una variedad de géneros. El esfuerzo fue recibido con críticas generalmente positivas y un éxito comercial general. Obtuvo la primera canción número uno de Swift en el Billboard Hot 100 de EE. UU., el sencillo principal del álbum «We Are Never Ever Getting Back Together» y otros sencillos exitosos en 2012 y 2013, como «I Knew You Were Trouble», «22» y «Everything Has Changed». Red se convirtió en el primer álbum número uno de Swift en el Reino Unido, y su álbum con la mayor cantidad de sencillos entre los 10 primeros del Reino Unido hasta el momento. A lo largo de los años, el álbum recibió elogios de la crítica por mostrar el arte y la versatilidad de Swift. Se convirtió en uno de los álbumes más aclamados de la década de 2010, apareciendo en muchas listas de la mejor música de finales de la década. Rolling Stone lo colocó en el número 99 en su lista de los 500 mejores álbumes de todos los tiempos. A junio de 2021, Red ha vendido más de 7.5 millones de unidades equivalentes a álbumes solo en los EE. UU.

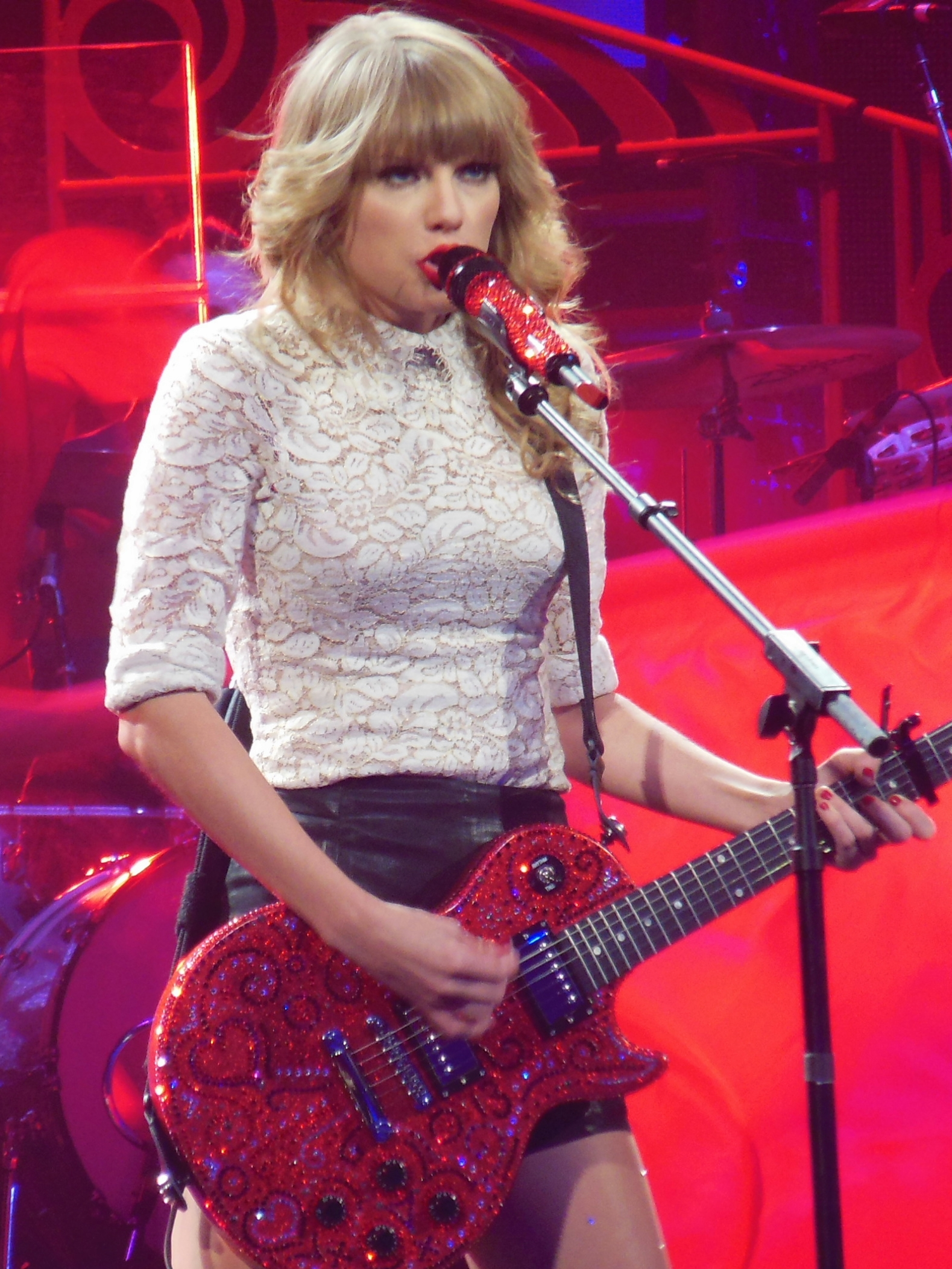
Swift en el Red Tour (2013)

Según su contrato con Big Machine, Swift lanzó seis álbumes de estudio bajo el sello desde 2006 hasta 2017. A fines de 2018, el contrato con el sello expiró; por lo tanto, se retiró de Big Machine y firmó un nuevo contrato de grabación con Republic Records, una división de Universal Music Group, que le aseguró los derechos para poseer los masters de la nueva música que lanzará. En 2019, el empresario estadounidense Scooter Braun y su empresa Ithaca Holdings adquirieron Big Machine. Como parte de la adquisición, la propiedad de los masters de los primeros seis álbumes de estudio de Swift, incluido Red, se transfirió a Braun. En agosto de 2019, Swift denunció la compra del sello por parte de Braun y anunció que volvería a grabar sus primeros seis álbumes de estudio, para poseer sus masters ella misma. En noviembre de 2020, Braun vendió los masters a Shamrock Holdings, una firma de capital privado estadounidense propiedad de Disney bajo las condiciones de que Braun e Ithaca Holdings continuarán beneficiándose económicamente de los álbumes. Swift comenzó a regrabar los álbumes en noviembre de 2020.
Fearless (Taylor's Version), el primero de sus seis álbumes regrabados, fue lanzado el 9 de abril de 2021. Logró un éxito comercial y de la crítica, y debutó en el número uno en la lista Billboard 200 como el primer álbum regrabado en la historia en encabezar la lista.

## Lanzamiento y promoción
Swift reveló Red (Taylor's Version), la edición regrabada de Red, el 18 de junio de 2021, y originalmente iba lanzar para el 19 de noviembre como fecha de lanzamiento. El álbum está configurado para contener las 30 canciones que debían estar en la versión de 2012. También se mostró la versión original de 10 minutos de «All Too Well» como parte de la lista de canciones. Junto con el anuncio, se pusieron a disposición los pedidos anticipados del álbum digital. Mientras aparecía en The Official Big Top 40 el 27 de junio de 2021, Sheeran confirmó su participación en Red (Taylor's Version), diciendo que ya había vuelto a grabar «Everything Has Changed». El sencillo de caridad de 2012 de Swift, «Ronan», fue confirmado como una pista en el álbum el 30 de julio de 2021 por su coautora de la canción, Maya Thompson. El 5 de agosto de 2021, Swift publicó un video críptico en sus redes sociales, mostrando un acertijo de palabras. Las pistas encontradas por los fanáticos en línea deletreaban «Chris Stapleton», «Phoebe Bridgers», «Babe», «Better Man» y «All Too Well Ten Minute Version». Al mismo tiempo, los pedidos anticipados de los CD del álbum aumentaron en la tienda web de Swift. Publicó la lista de canciones oficial del álbum el 6 de agosto de 2021.
El 30 de septiembre de 2021, anunció que en lanzamiento del álbum fue adelantado para el 12 de noviembre de 2021, una semana antes de lo previsto.

### Portada
El arte de la portada de Red (Taylor's Version) muestra a Swift con un chaquetón beige y una gorra de terciopelo de pescador "Matti" color burdeos, sentado en un descapotable Chevrolet Cabriolet de 1932, con un fondo otoñal. Janessa Leoné diseñó el sombrero, que se agotó en el sitio web de Leoné.

## Recepción de la crítica
Red (Taylor's Version) fue recibido con elogios generalizados de los críticos musicales. En Metacritic, que asigna una puntuación normalizada de 100 a las valoraciones de las publicaciones, el álbum recibió una puntuación media ponderada de 92 según 14 reseñas, lo que indica «aclamación universal»; es el proyecto mejor calificado de la carrera de Swift en dicho sitio web.
En una crítica entusiasta, el crítico musical de Rolling Stone, Rob Sheffield, escribió que «el nuevo Red es aún más grande, más brillante, más profundo, casualmente más cruel», impulsado por la voz adulta de Swift. Helen Brown de The Independent declaró que Red (Taylor's Version) es una «versión mejor y más brillante de un excelente álbum pop». Hannah Mylrea de NME elogió las pistas recién agregadas del álbum y destacó la calidad de producción más nítida y la «instrumentación que se esté enfocando». Beth Kirkbride, que escribe para Clash, dijo que, con las nuevas incorporaciones, Red (Taylor's Version) es un «popurrí de géneros» que juega con varios estilos. Ella describió su tema como «un ejercicio de catarsis» que se reencuentra como un libro de cuentos de los años de formación de Swift.
Reseñando para The Line of Best Fit, Paul Bridgewater opinó que Red (Taylor's Version) «equilibra el servicio a los fanáticos con una documentación perspicaz de uno de los mejores compositores del pop moderno en un momento clave de su carrera», y agregó que Swift ha seleccionado cuidadosamente la versión ampliada lista de canciones sin perder el atractivo original del álbum. Calificando a Red (Taylor's Version) como una «escucha muy gratificante» tanto para los fans como para los oyentes ocasionales y «otra victoria imponente» para Swift después de Fearless (Taylor's Version), Bobby Olivier de Spin elogió todos los aspectos del álbum: las interpretaciones vocales, la composición, y producción. Mary Siroky de Consequence sintió que el registro ampliado funciona como un cierre del álbum original, lo que le permite a Swift «terminar la historia en sus términos». Melissa Reguieri, en su reseña de USA Today, elogió la musicalidad versátil, las voces fuertes y la reproducción meticulosa. y la calidad de producción mejorada de Red (Taylor's Version), así como considerar el álbum como un «estudio intrigante» de la competencia lírica de Swift.
El crítico del personal de Sputnikmusic calificó el álbum como «un triunfo absoluto» por la percepción de su enfoque musical y lírico, y criticó su propia reseña por «inmadura» del álbum en 2012, confirmando «Las observaciones de Swift sobre el amor y la vida a los veintidós años fueron simplemente asombroso». Lydia Burgham de The New Zealand Herald afirmó que «Red siempre fue una maraña de sonidos y emociones», pero su regrabación y la inclusión de canciones nunca antes escuchadas añaden más capas al álbum, esta vez hablando «mucho de lo que el álbum significa para [Swift]». La escritora de The Guardian, Laura Snapes, declaró que la voz de Swift es más rica y más madura en el álbum regrabado, pero su falta de acento «mitiga ligeramente el filo rabioso y deliciosamente vengativo que alimentó la descripción tumultuosa de la angustia».

## Rendimiento comercial
Tras su lanzamiento, Red (Taylor's Version) rompió varios récords de streaming. Se convirtió en el álbum más reproducido en un día de una artista femenina en Spotify, con más de 90,8 millones de reproducciones en todo el mundo el día de su lanzamiento, superando el récord anterior de 80,6 millones del propio álbum de Swift, Folklore (2020). Reforzada por el sólido rendimiento del álbum, Swift también se convirtió en la mujer con más streams en un solo día, con más de 122,9 millones de streams globales en la plataforma en toda su discografía, y la primera mujer en la historia de Spotify en acumular 100 millones de streams en un día.

### Estados Unidos
Dentro de los cinco días posteriores a su lanzamiento, Red (Taylor's Version) vendió más de 500,000 unidades equivalentes a álbumes, incluidas 325,000 ventas de álbumes, que marcaron la semana de ventas más grande de un álbum en 2021, superando a Evermore (2020) de Swift. De esas ventas, 105,000 fueron en formato LP de vinilo, rompiendo el récord de la semana de ventas de vinilo más grande para un álbum en la historia de los datos de MRC (también en manos de Evermore). Al mismo tiempo, Swift tuvo las tres semanas de ventas de álbumes más grandes de 2021, con Red (Taylor's Version), Evermore y Fearless (Taylor's Version).
Al completar su semana de seguimiento completa, Red (Taylor's Version) debutó en el número uno en el Billboard 200 con 605,000 unidades, marcando la segunda semana más grande de 2021, detrás de Certified Lover Boy de Drake (613,000). La suma de la primera semana consiste en 303.23 millones de streams bajo demanda, la semana de streaming más grande de 2021 para un álbum de una mujer, la segunda más grande después del álbum de Ariana Grande de 2019, thank u, next (307.1 millones de streams), y la más grande para un álbum country, superando el álbum de 2021 de Morgan Wallen, Dangerous: The Double Album (240,18 millones). El álbum abrió con 369,000 ventas de álbumes puros, de los cuales 114,000 fueron ventas de LP de vinilo, y marcó la semana de mayor venta para un álbum country desde que Crash My Party de Luke Bryan vendió 528,000 copias en 2014. Marcó el décimo lugar de Swift en la lista Billboard 200, lo que hizo que sea la segunda mujer en lograr tantos álbumes número uno después de Barbra Streisand, quien tiene 11. Swift también logró obtener cuatro álbumes distintos como número uno en el Billboard 200 en el menor tiempo registrado (menos de 16 meses), rompiendo así el récord que Elton John había mantenido durante 46 años.
26 de las pistas del álbum ingresaron al Billboard Hot 100 simultáneamente, estableciendo los récords de la mayor cantidad de debuts en el Hot 100 en una sola semana y la mayor cantidad de entradas simultáneas del Hot 100, ambas en manos de la propia Swift con el lanzamiento de Lover (2019). El total de entradas de su carrera aumentó a 164, ampliando su récord de la mayor cantidad de entradas Hot 100 por artista femenina. Cuatro de esas pistas entraron dentro de la región de los 40 mejores del Hot 100, lo que elevó la suma de Swift de las 40 entradas principales a 85, la tercera suma más alta en la historia, superando a Elvis Presley. «All Too Well (Taylor's Version)», llevado por el éxito de su interpretación de 10 minutos, llegó a la cima de la lista Hot 100 como la octava canción número uno de Swift en los Estados Unidos. Swift se convirtió en el primer acto en la historia en debutar en el número uno en las listas Billboard 200 y Hot 100 simultáneamente en tres ocasiones diferentes, después de «Cardigan» y Folklore en agosto de 2020 y «Willow» y Evermore en diciembre de 2020.

### En todo el mundo
En el Reino Unido, el álbum debutó en el número uno en la lista de álbumes del Reino Unido y vendió más de 72,000 unidades en su primera semana. Se convirtió en el octavo álbum número uno consecutivo de Swift, vinculándola con Kylie Minogue como las artistas femeninas con el segundo mayor número de álbumes número uno en el Reino Unido, solo detrás de Madonna (12). Red (Taylor's Version) obtuvo las ventas más altas en la semana de apertura para una artista femenina en 2021, eclipsando a Sour de Olivia Rodrigo (51,000 unidades).
También encabezó la lista de álbumes irlandeses como el séptimo álbum número uno de Swift en Irlanda, la mayor cantidad para una artista femenina en este milenio. El álbum debutó en la cima de la lista junto con «All Too Well (Taylor's Version)», debutando en la cima de la lista de singles irlandeses, marcando un «doble de lista». Además, «State of Grace (Taylor's Version)» y «Red (Taylor's Version)» llegaron a los números 7 y 9 en la lista de sencillos, respectivamente.
En Australia, Swift logró un doble en la lista al encabezar las listas de álbumes y singles de ARIA simultáneamente; anotó su noveno álbum número uno en el primero con Red (Taylor's Version) y su segundo de 2021 después de Fearless (Taylor's Version). Swift se convirtió en la primera artista en la historia de ARIA Charts en tener cuatro álbumes número uno en un lapso de dos años. Además, empató a Eminem por la mayor cantidad de álbumes número uno consecutivos en la lista de álbumes ARIA, con nueve cada uno. «All Too Well (Taylor's Version)» debutó en la cima de la lista de sencillos como la octava canción número uno de Swift en Australia. Fue la cuarta vez que logró un doble en las listas, después de 1989 y «Blank Space» en 2014, Folklore y «Cardigan», y Evermore y «Willow». Otras once pistas de Red (Taylor's Version) también entraron en la ARIA Singles Chart la misma semana. El álbum debutó en el número uno en la lista de álbumes de Nueva Zelanda también, como el décimo álbum número uno de Swift allí.
En Japón, el álbum debutó en el puesto quince en la lista de álbumes de Oricon, con 3.301 unidades vendidas y debutó en la lista japonesa Hot Albums de Billboard Japan en el puesto dieciséis.

## Impacto
The Wall Street Journal declaró que Red (Taylor's Version) está «remodelando la industria de la música», destacando cómo las canciones regrabadas están superando a sus contrapartes originales en los servicios de streaming, volviéndose virales en TikTok y obteniendo acuerdos de licencia «lucrativos» para su uso en películas. El periódico dijo que el éxito comercial y crítico de la empresa de regrabación de Swift ha obligado a Universal Music Group, su propio sello, a duplicar la cantidad de tiempo que restringe a los artistas, de volver a grabar sus obras, lo que resulta en una «dinámica de poder cambiante en el negocio de la música». La compañía de belleza Cosmetify informó que las búsquedas en Google de «lápiz labial rojo» aumentaron en un 669 por ciento después del lanzamiento del álbum.

## Lista de canciones
| Red (Taylor's Version) - Edición estándar |                                                                                            |                                  |                                  |          |  |
| N.º                                       | Título                                                                                     | Escritor(es)                     | Productor(es)                    | Duración |  |
| 1.                                        | «State of Grace» (Taylor's Version)                                                        | Taylor Swift                     | Christopher Rowe Swift           | 4:55     |  |
| 2.                                        | «Red» (Taylor's Version)                                                                   | Swift                            | Rowe Swift                       | 3:43     |  |
| 3.                                        | «Treacherous» (Taylor's Version)                                                           | Swift Dan Wilson                 | Wilson                           | 4:02     |  |
| 4.                                        | «I Knew You Were Trouble» (Taylor's Version)                                               | Swift Max Martin Shellback       | Rowe Shellback Swift             | 3:39     |  |
| 5.                                        | «All Too Well» (Taylor's Version)                                                          | Swift Liz Rose                   | Rowe Swift                       | 5:29     |  |
| 6.                                        | «22» (Taylor's Version)                                                                    | Swift Martin Shellback           | Rowe                             | 3:50     |  |
| 7.                                        | «I Almost Do» (Taylor's Version)                                                           | Swift                            | Rowe                             | 4:04     |  |
| 8.                                        | «We Are Never Ever Getting Back Together» (Taylor's Version)                               | Swift Martin Shellback           | Rowe Shellback Swift             | 3:13     |  |
| 9.                                        | «Stay Stay Stay» (Taylor's Version)                                                        | Swift                            | Rowe Swift                       | 3:25     |  |
| 10.                                       | «The Last Time » (featuring Gary Lightbody de Snow Patrol) (Taylor's Version)              | Swift Lightbody Jacknife Lee     | Lee                              | 4:59     |  |
| 11.                                       | «Holy Ground» (Taylor's Version)                                                           | Swift                            | Jeff Bhasker                     | 3:22     |  |
| 12.                                       | «Sad Beautiful Tragic» (Taylor's Version)                                                  | Swift                            | Rowe Paul Mirkovich Swift        | 4:44     |  |
| 13.                                       | «The Lucky One» (Taylor's Version)                                                         | Swift                            | Bhasker                          | 4:00     |  |
| 14.                                       | «Everything Has Changed» (featuring Ed Sheeran) (Taylor's Version)                         | Swift Sheeran                    | Butch Walker                     | 4:05     |  |
| 15.                                       | «Starlight» (Taylor's Version)                                                             | Swift                            | Rowe Mirkovich Swift             | 3:40     |  |
| 16.                                       | «Begin Again» (Taylor's Version)                                                           | Swift                            | Rowe Swift                       | 3:58     |  |
| 17.                                       | «The Moment I Knew» (Taylor's Version)                                                     | Swift                            | Rowe Mirkovich Swift             | 4:45     |  |
| 18.                                       | «Come Back...Be Here» (Taylor's Version)                                                   | Swift Wilson                     | Wilson                           | 3:43     |  |
| 19.                                       | «Girl at Home» (Taylor's Version)                                                          | Swift                            | Elvira Anderfjärd                | 3:40     |  |
| 20.                                       | «State of Grace» (Acoustic Version) (Taylor's Version)                                     | Swift                            | Rowe Swift                       | 5:21     |  |
| 21.                                       | «Ronan » (Taylor's Version)                                                                | Swift Maya Thompson              | Rowe Swift                       | 4:24     |  |
| 22.                                       | «Better Man» (Taylor's Version) (From The Vault)                                           | Swift                            | Aaron Dessner Swift              | 4:57     |  |
| 23.                                       | «Nothing New» (featuring Phoebe Bridgers) (Taylor's Version) (From The Vault)              | Swift                            | Dessner Swift                    | 4:18     |  |
| 24.                                       | «Babe» (Taylor's Version) (From The Vault)                                                 | Swift Patrick Monahan            | Jack Antonoff Swift              | 3:44     |  |
| 25.                                       | «Message in a Bottle» (Taylor's Version) (From The Vault)                                  | Swift Martin Shellback           | Shellback Anderfjärd             | 3:45     |  |
| 26.                                       | «I Bet You Think About Me» (featuring Chris Stapleton) (Taylor's Version) (From The Vault) | Swift Lori McKenna               | Dessner Swift                    | 4:45     |  |
| 27.                                       | «Forever Winter» (Taylor's Version) (From The Vault)                                       | Swift Mark Foster                | Antonoff Swift                   | 4:23     |  |
| 28.                                       | «Run» (featuring Ed Sheeran) (Taylor's Version) (From The Vault)                           | Swift Sheeran                    | Dessner Swift                    | 4:00     |  |
| 29.                                       | «The Very First Night» (Taylor's Version) (From The Vault)                                 | Swift Amund Bjørklund Espen Lind | Espionage Tim Blacksmith Danny D | 3:20     |  |
| 30.                                       | «All Too Well» (10 Minute Version) (Taylor's Version) (From The Vault)                     | Swift Rose                       | Antonoff Swift                   | 10:13    |  |
| 130:26                                    |                                                                                            |                                  |                                  |          |  |

| The More Red (Taylor's Version) |                                                                              |                                                   |                           |          |  |
| N.º                             | Título                                                                       | Escritor(es)                                      | Productor(es)             | Duración |  |
| 31.                             | «Safe & Sound» (featuring Joy Williams y John Paul White) (Taylor's Version) | Swift John Paul White Joy Williams T Bone Burnett | Rowe Swift Paul Mirkovich | 3:59     |  |
| 32.                             | «Eyes Open» (Taylor's Version)                                               | Swift                                             | Rowe Swift Paul Mirkovich | 4:03     |  |
| 138:02                          |                                                                              |                                                   |                           |          |  |

| Bonus Track de Apple Music |                         |          |  |
| N.º                        | Título                  | Duración |  |
| 33.                        | «A Message from Taylor» | 0:25     |  |

## Personal
Créditos adaptados de Tidal.

### Músicos
- Taylor Swift – voz (todas las pistas), voz de fondo (1–4, 6–9, 11–15, 17, 18)
- Amos Heller – bajo (1, 2, 4–9, 16, 20), bajo sintetizado (5, 6, 8), palmas (9)
- Matt Billingslea – batería, percusión (1, 2, 4–9, 16, 20, 21); vibráfono (1), programación de batería (4, 6, 8), aplausos (9)
- Max Bernstein – guitarra eléctrica (1, 2, 4, 9), sintetizador (4–6, 8, 9, 16, 20), guitarra acústica (7), guitarra de acero (16)
- Mike Meadows: guitarra eléctrica (1), sintetizador (1, 2, 4, 6, 8), Hammond B3 (2, 16), guitarra acústica (4–9, 11, 13, 16, 20), coros (5 , 9), aplaudir (9), mandolina (9, 16), piano (21)
- Paul Sidoti – guitarra eléctrica (1, 2, 4–6, 8, 9, 16, 21), guitarra acústica (7), piano (20)
- Jonathan Yudkin – cuerdas (1, 2, 17), bouzouki (2), violín (16)
- David Cook – piano (2, 5, 16)
- Dan Wilson – bajo, guitarra (3, 18); coros (3)
- Aaron Sterling – batería, percusión, programación (3, 18)
- Andy Thompson – guitarra eléctrica (3), teclados (3, 18), bajo, director, bajo sintetizado (18)
- Sara Mulford – piano (3, 18), sintetizador (18)
- Dan Burns – programación (4, 6, 8)
- Jacknife Lee – bajo, guitarra, teclados, piano (10)
- Davide Rossi – arreglo de cuerdas, violonchelo, viola, violín (10)
- Matt Bishop – batería (10)
- Gary Lightbody – voz, guitarra (10); coros (14)
- Owen Pallett – arreglo de cuerdas (10)
- Bebel Matsumiya – coros (11, 13)
- Jeff Bhasker – coros, sintetizador (11, 13)
- Ian Gold – programación de batería (11, 13)
- Anders Mouridsen – guitarra eléctrica (11, 13)
- Alexander Sasha Krivtsov – bajo acústico (12, 17), bajo eléctrico (15)
- Justin Derrico – guitarra acústica (12, 15, 17), bouzouki, guitarra eléctrica (15); ukelele (17)
- Nate Morton – batería (12, 15, 17), programación de batería (15)
- Paul Mirkovich – piano, sintetizador (12, 15, 17); bajo sintetizado (12, 17), programación de batería (15, 17)
- Ed Sheeran – voz, guitarra acústica (14, 28); coros (14)
- Butch Walker – coros, bajo, batería, guitarra, teclados, percusión (14)
- Pete Amato – programación de batería (15)
- Charlie Judge – acordeón (16)
- Caitlin Evanson – coros (16, 22)
- Liz Huett – coros (17, 22)
- Dan Lawonn – violonchelo (18)
- Kirsten Whitson – violonchelo (18)
- Ruth Marshall – violonchelo (18)
- Charlie Block – contrabajo (18)
- David Campbell – arreglo de cuerdas (18)
- Sam Bergman – viola (18)
- Valerie Little – viola (18)
- Allison Ostrander – violín (18)
- Conor O'Brien – violín (18)
- Erika Hoogeveen – violín (18)
- Felicity James – violín (18)
- Huldah Niles – violín (18)
- Kate Bennett – violín (18)
- Mary Alice Hutton – violín (18)
- Natalia Moiseeva – violín (18)
- Natsuki Kumagai – violín (18)
- Troy Gardner – violín (18)
- Elvira Anderfjärd – coros, bajo, batería, teclados, programación (19, 25)
- Aaron Dessner – guitarra acústica, bajo, guitarra eléctrica, teclados, piano (22, 23, 26); sintetizador (22, 23, 28), programación de batería (22, 28)
- Josh Kaufman – guitarra eléctrica (22, 26, 28), guitarra lap steel (22, 26), guitarra acústica, mandolina (22); armónica (26)
- London Contemporary Orchestra – orquesta (22, 26, 28)
  - Director de orquesta – Galya Bisengalieva
  - Director – Robert Ames
  - Violonchelo – Jonny Byers, Max Ruisi, Oliver Coates
  - Contrabajo – Dave Brown
  - Viola – Clifton Harrison, Matthew Kettle, Stephanie Edmundson, Zoe Matthews
  - Violín: Anna Ovsyanikova, Anna de Bruin, Antonia Kesel, Charis Jenson, Charlotte Reid, Eloisa–Fleur Thorn, Galya Bisengalieva, Guy Button, Natalie Klouda, Nicole Crespo O'Donoghue, Nicole Stokes, Zara Benyounes
- James Krivchenia – batería, percusión (22, 26, 28)
- Clarice Jensen – violonchelo (23)
- Yuki Numata Resnick – violín (23)
- Phoebe Bridgers – voz (23)
- Jack Antonoff – guitarra acústica, bajo, guitarra eléctrica, teclados (24, 27, 30), Mellotron, percusión, programación (24, 27, 30); batería (24, 27), guitarra acústica de 12 cuerdas (27), guitarra slide (30)
- Mikey Freedom Hart – guitarra acústica (24), celesta, Hammond B3 (24, 30); guitarra eléctrica, guitarra de diapositivas, sintetizador (24, 27); bajo, pedal de acero (27); guitarra barítono, órgano (30), piano, órgano Wurlitzer (30)
- Sean Hutchinson – batería, percusión (24, 27, 30)
- Evan Smith – flauta, saxofón (24, 27, 30); sintetizador (30)
- Michael Riddleberger – percusión (24, 27, 30)
- Cole Kamen–Green – trompeta (24, 27)
- Shellback – guitarra, teclados, programación (25)
- Chris Stapleton – voz (26)
- Mark Foster – coros (27)
- Thomas Bartlett – teclados, sintetizador (28)
- Espen Lind – bajo (29)
- Freddy Holm – dobro, guitarra, teclados (29)
- Torstein Lofthus – batería (29)
- Amund Bjørklund – teclados (29)
- Bobby Hawk – cuerdas (30)

### Técnicos
- Randy Merrill – masterización
- Serban Ghenea – mezcla (1–21, 24, 25, 27, 29, 30)
- Jonathan Low – mezcla, grabación (22, 23, 25, 28, 30); ingeniería (23, 28)
- Bryce Bordone – ingeniería de mezcla (1–9, 11–21, 24, 25, 27), asistencia de mezcla (10, 29)
- Derek Garten – ingeniería, edición (1, 2, 4–7, 9, 12, 15–17, 20, 21); ingeniería vocal (22)
- John Hanes – ingeniería (10, 29)
- Ian Gold – ingeniería (11, 13)
- Aaron Dessner – ingeniería (23, 28), grabación (22, 23)
- Bella Blasko – ingeniería, grabación (23, 28)
- Will Maclellan – ingeniería (23, 28)
- Cole Kamen–Green – ingeniería (24, 27)
- David Hart – ingeniería (24, 27, 30)
- Evan Smith – ingeniería (24, 27, 30)
- Jack Antonoff – ingeniería, grabación (24, 27, 30)
- John Rooney – ingeniería, asistencia en ingeniería (24, 27, 30)
- Laura Sisk – ingeniería, grabación (24, 27, 30)
- Michael Riddleberger – ingeniería (24, 27, 30)
- Mikey Freedom Hart – ingeniería (24, 27, 30)
- Sean Hutchinson – ingeniería (24, 27, 30)
- Jon Gautier – ingeniería (30)
- David Payne – grabación (1, 2, 5, 7, 16, 20, 21)
- Aaron Sterling – grabación (3, 18)
- Andy Thompson – grabación (3, 18)
- John Mark Nelson – grabación (3, 18)
- Sara Mulford – grabación (3, 18)
- Jacknife Lee – grabación (10)
- Matt Bishop – grabación, edición (10)
- Travis Ference: grabación, ingeniería adicional (12, 15, 17); edición (15)
- Butch Walker – grabación (14)
- Justin Derrico – grabación (15), ingeniería adicional (12, 15, 17)
- Miles Hanson – grabación (18)
- Elvira Anderfjärd – grabación (19)
- Jeremy Murphy – grabación (22, 28)
- Espen Lind – grabación (29)
- Mike Hartung – grabación (29)
- Christopher Rowe – ingeniería vocal
- Sam Holland – ingeniería vocal (4, 8)
- Robert Sellens – ingeniería vocal (14, 28)
- Tony Berg – producción vocal (23)
- Austin Brown: edición, asistencia de ingeniería (1, 2, 5, 7, 9, 16, 20, 21)
- Dan Burns: ingeniería adicional (1, 2, 4, 5, 7-9, 16, 20, 21)
- Paul Mirkovich – ingeniería adicional (12, 15, 17)
- Pete Amato – ingeniería adicional (15)
- Daniel Ficca – ingeniería adicional (18)
- Josh Kaufman – ingeniería adicional (26)
- Jeff Fitzpatrick – asistencia de ingeniería (17)
- Jon Sher – asistencia de ingeniería (24, 27, 30)
- Lauren Marquez – asistencia de ingeniería (24, 27, 30)
- Michael Fahey – asistencia de ingeniería (26)

## Posicionamiento en listas
| Listas (2021)                       | Mejor posición |
| ----------------------------------- | -------------- |
| Alemania (Offizielle Top 100)       | 8              |
| Argentina (CAPIF)                   | 1              |
| Australia (ARIA)                    | 1              |
| Bélgica (Ultratop Flandes)          | 3              |
| Bélgica (Ultratop Valonia)          | 5              |
| Canadá (Billboard Canadian Albums)  | 1              |
| Escocia (Scottish Albums Chart)     | 1              |
| Estados Unidos (Billboard 200)      | 1              |
| Estados Unidos (Top Country Albums) | 1              |
| Finlandia (Suomen virallinen lista) | 6              |
| Francia (SNEP)                      | 10             |
| Islandia (Plötutíðindi)             | 4              |
| Irlanda (OCC)                       | 1              |
| Italia (FIMI)                       | 8              |
| Japón (Oricon)                      | 15             |
| Japón (Billboard Japan)             | 16             |
| Lituania (AGATA)                    | 4              |
| Noruega (VG-lista)                  | 1              |
| Nueva Zelanda (RMNZ)                | 1              |
| Países Bajos (Album Top 100)        | 3              |
| Reino Unido (UK Albums Chart)       | 1              |
| República Checa (ČNS IFPI)          | 41             |
| Suecia (Sverigetopplistan)          | 8              |

## Certificaciones
| País          | Organismo certificador | Certificación | Ventas certificadas | Ref.   |
| ------------- | ---------------------- | ------------- | ------------------- | ------ |
| Australia     | ARIA                   | Platino       | 70 000              | [ 81 ] |
| Austria       | IFPI Austria           | Oro           | 7 500               | [ 82 ] |
| Dinamarca     | IFPI Dinamarca         | Platino       | 20 000              | [ 83 ] |
| Brasil        | Pro-Música Brasil      | 3x Platino    | 120 000             | [ 84 ] |
| España        | Promusicae             | Oro           | 20 000              | [ 85 ] |
| Italia        | FIMI                   | Oro           | 25 000              | [ 86 ] |
| Nueva Zelanda | RMNZ                   | Platino       | 15 000              | [ 87 ] |
| Reino Unido   | BPI                    | Platino       | 300 000             | [ 88 ] |

## Historial de lanzamiento
| Región | Fecha                   | Formato                                 | Discográfica           | Ref.                 |
| ------ | ----------------------- | --------------------------------------- | ---------------------- | -------------------- |
| Varios | 12 de noviembre de 2021 | Descarga digital, streaming, CD, vinilo | Republic               | [ 89 ] [ 90 ] [ 91 ] |
| Brasil | 31 de diciembre de 2021 | CD                                      | Universal Music Brazil | [ 92 ]               |